# Saint-Sylvain (Seine-Maritime)
Saint-Sylvain ist eine französische Gemeinde mit 135 Einwohnern (Stand: 1. Januar 2022) im Département Seine-Maritime in der Region Normandie. Sie gehört zum Arrondissement Dieppe, zum Kanton Saint-Valery-en-Caux und ist Teil des Kommunalverbands Côte d’Albâtre.

## Geographie
Saint-Sylvain ist ein Bauerndorf im Naturraum Pays de Bray. Es liegt 39 Kilometer westlich von Dieppe. Große Kreidefelsen erheben sich aus dem Kiesstrand und überblicken den Ärmelkanal – die nördliche Gemeindegrenze.

### Nachbargemeinden
|        | (Ärmelkanal)            |            |
| Paluel | Kompass                 | Ingouville |
|        | Saint-Riquier-ès-Plains | Ingouville |

## Bevölkerungsentwicklung
Die Bevölkerungsanzahl ist durch Volkszählungen seit 1793 bekannt. Die Einwohnerzahlen bis 2005 werden auf der Website der École des Hautes Études en Sciences Sociales veröffentlicht.
| Jahr | Bevölkerungsanzahl |
| ---- | ------------------ |
| 1962 | 194                |
| 1968 | 191                |
| 1975 | 157                |
| 1982 | 178                |
| 1990 | 223                |
| 1999 | 212                |
| 2006 | 189                |
| 2015 | 183                |

## Infrastruktur
Saint-Sylvain nutzt den in Saint-Valery-en-Caux gelegenen Flugplatz Saint-Valery-Vittefleur. Dort befindet sich auch der nächste Strand.

## Sehenswürdigkeiten
- Die Kirche Saint-Silvain aus dem 13. Jahrhundert ist nach dem Märtyrer Silvain d’Ahun benannt, der in Ahun am 16. Oktober 407 getötet wurde.
- Ein Steinkreuz aus dem 16. Jahrhundert.
- Das Château d’Anglesqueville-les-Murs aus dem 13. Jahrhundert ist seit 1991 als Monument historique eingestuft.